# Yukiko Kitano
Yukiko Kitano is een fictief persoon uit de film Battle Royale. Ze werd gespeeld door actrice Yukari Kanasawa.

## Voor Battle Royale
Ze was een derdeklasser van de fictieve Shiroiwa Junior High School. Ze zat ook vaak in de kerk en ontmoette hier haar beste vriendin Yumiko Kusaka. Ze waren echter niet gelovig. Ze vond het erg belangrijk wat andere mensen van haar dachten en was verliefd op Shuya Nanahara.

## Battle Royale
Yukiko vluchtte samen met Yumiko en ze praatten over hun leven. Ze wisten dat ze elkaar niet konden vermoorden en dachten dat anderen er misschien ook zo over dachten. Daarom verkondigden ze via een megafoon dat ze samen moesten werken. Maniak Kazuo Kiriyama was echter vlak bij hun en hij schoot hun dood met een machinegeweer. Yumiko stierf eerder dan haar en zo was Yukiko de achttiende die stierf.